# 新吉野駅
新吉野駅（しんよしのえき）は、北海道十勝郡浦幌町字吉野にある北海道旅客鉄道（JR北海道）根室本線の駅である。電報略号はシヨ。事務管理コードは▲110424。駅番号はK39。

## 歴史

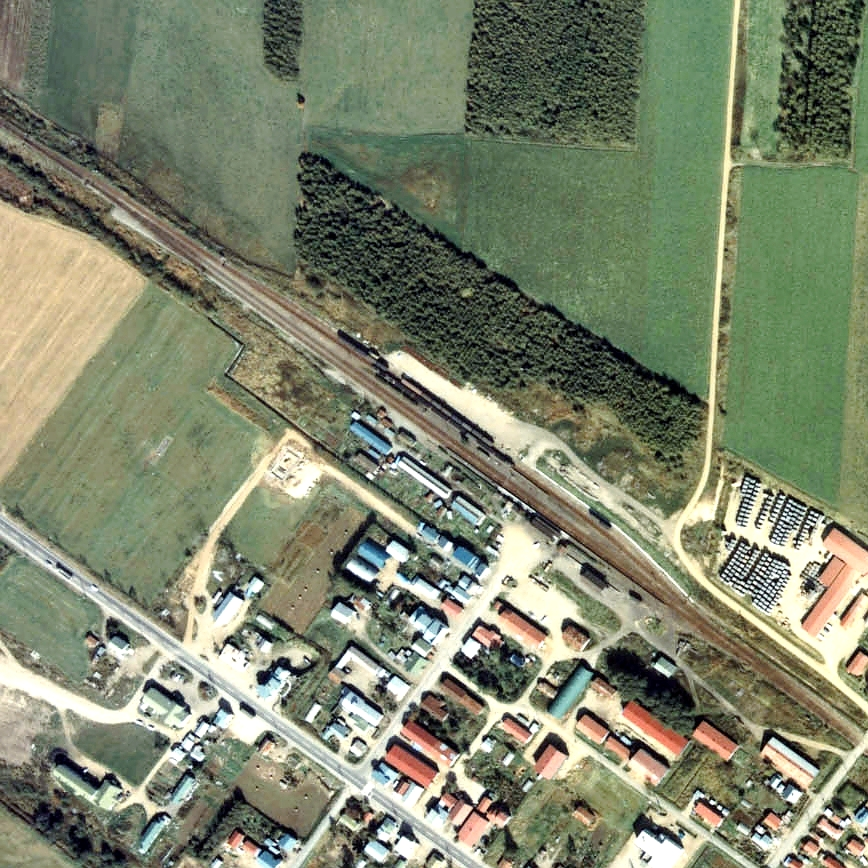
1977年の新吉野駅と周囲約500m範囲。右が根室方面。

- 1910年（明治43年）1月7日：国有鉄道の下頃部駅（したころべえき）として開業[2][4]。一般駅[1]。
- 1942年（昭和17年）4月1日：新吉野駅に改称[2][1]。
- 1983年（昭和58年）5月20日：貨物取扱い廃止[1]。
- 1984年（昭和59年）
  - 2月1日：荷物取扱い廃止[1]。
  - 12月1日：駅員無配置駅となる[5]。ただし、翌1985年3月31日までは国鉄職員が乗車券の販売を継続して行った[6]。
- 1987年（昭和62年）4月1日：国鉄分割民営化により、北海道旅客鉄道（JR北海道）の駅となる[1]。
- 1992年（平成4年）4月1日：簡易委託廃止、完全無人化。
- 1996年（平成8年）度：石勝線・根室線高速化工事に伴い同年度に分岐器を弾性分岐器に交換[7]。

### 駅名の由来
当初の駅名であった下頃部はアイヌ語に由来し、現在も「下頃辺」の表記で河川名として残っている。語義については永田方正による「シタコㇿペ（sita-kor-pe）」（犬を産みたる所）、山田秀三による「シタッコㇿペ（sitat-kor-pe）」（マカンバの木・の・所[=川]）の2説がある。
現駅名は旧駅名が「読みにくい」として1942年（昭和17年）に改称されたもので、由来については国鉄北海道総局による『北海道　駅名の起源』等では「近くに吉野桜に似た山桜があったので」命名されたとしているが、定かではない。

## 駅構造
もともと、根室方面に向かって右手から、単式ホームに面した上り本線（1番線）、向かいの島式ホームを挟む形で下り本線（2番線）、上下副本線（3番線）の順で並ぶ2面3線の駅であったが、後年の高速化工事に伴う改良で、旧下り本線を上下線兼用の本線として1線スルー化し、旧上り本線を上り専用の副本線としている。ホーム同士はずれていて、構内踏切でつながっている。駅舎は待合所機能のみで、1番線に面する。

### のりば

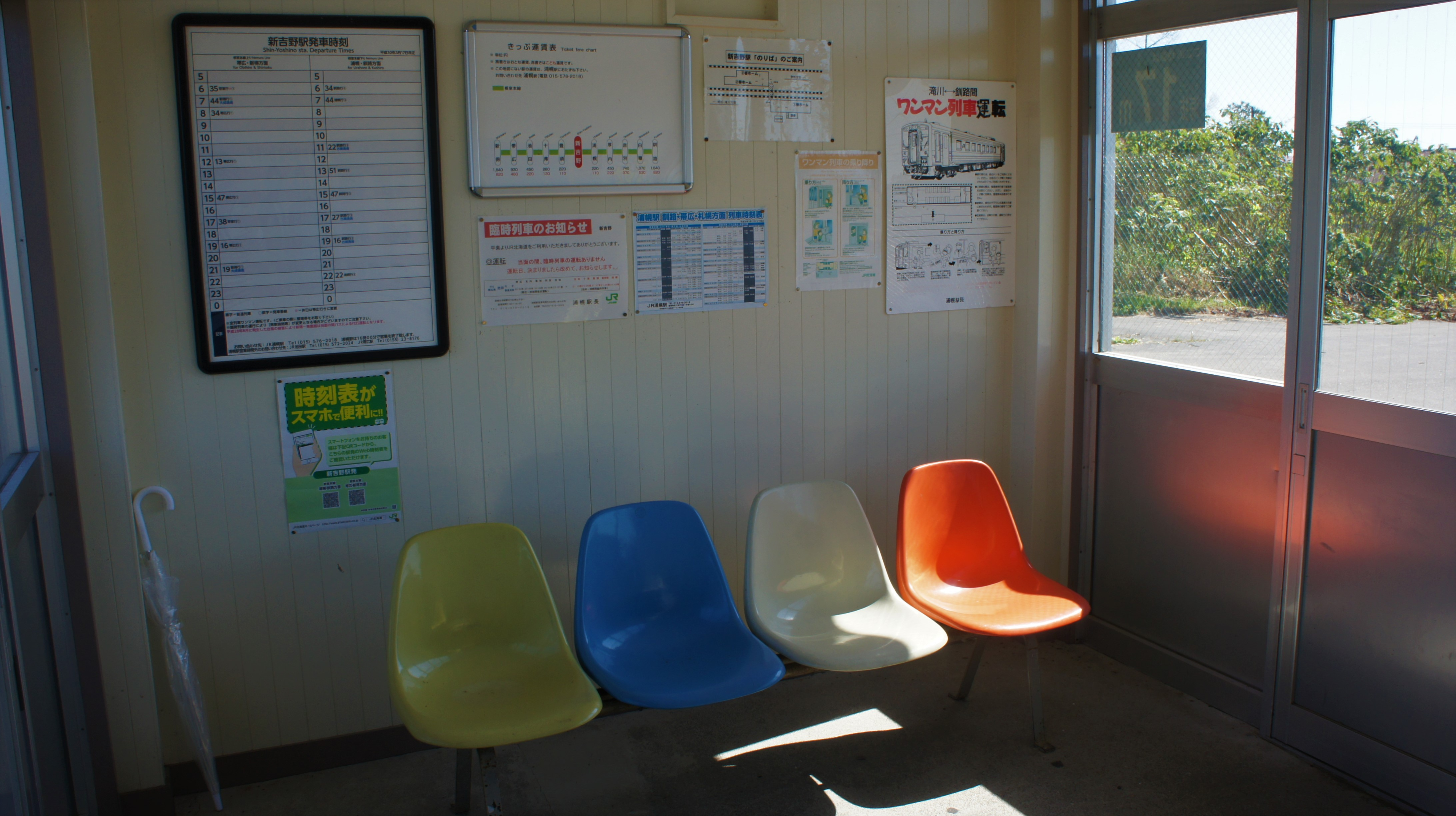
待合室（2018年9月）
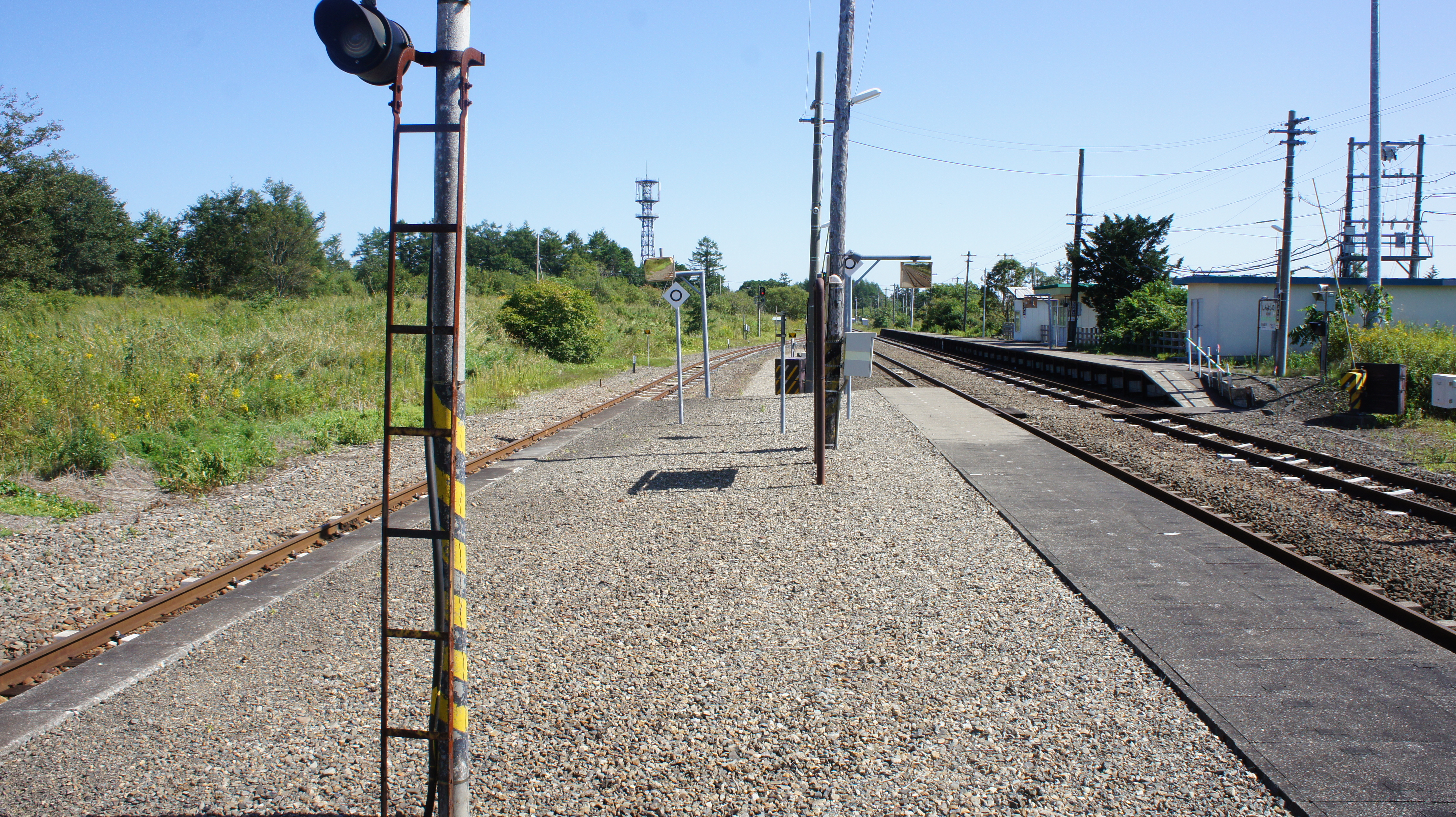
ホーム（2018年9月）
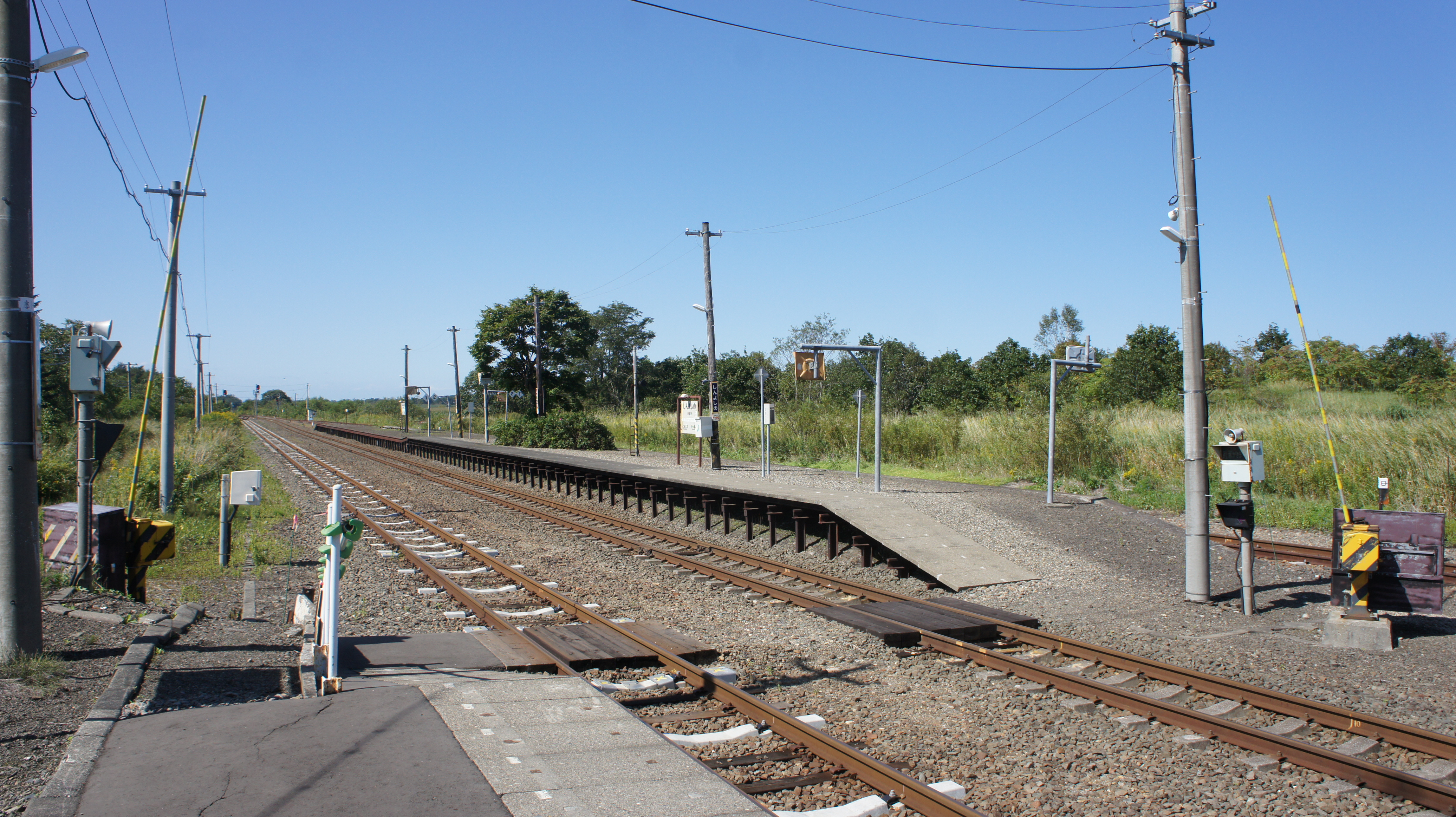
構内踏切（2018年9月）

## 利用状況
利用状況の推移については以下の通り。年間の値のみ判明している年度の1日平均は日数割で算出した参考値を括弧書きで示す。出典が「乗降人員」となっているものについては1/2とした値を括弧書きで乗車人員の欄に示し、備考欄で元の値を示す。また「JR調査」については、当該の年度を最終年とする過去5年間の各調査日における平均である。
| 年度               | 乗車人員（人） | 乗車人員（人） | 乗車人員（人） | 出典       | 備考                |
| 年度               | 年間           | 1日平均        | JR調査         | 出典       | 備考                |
| ------------------ | -------------- | -------------- | -------------- | ---------- | ------------------- |
| 1992年（平成04年） |                | (13.0)         |                | [ 2 ]      | 1日平均乗降人員26人 |
| 2015年（平成27年） |                |                | 「10名以下」   | [ JR北 1 ] |                     |
| 2018年（平成30年） |                |                | 「10名以下」   | [ JR北 2 ] |                     |
| 2019年（令和元年） |                |                | 「10名以下」   | [ JR北 3 ] |                     |
| 2020年（令和02年） |                |                | 「10名以下」   | [ JR北 4 ] |                     |
| 2021年（令和03年） |                |                | 「10名以下」   | [ JR北 5 ] |                     |
| 2022年（令和04年） |                |                | 「10名以下」   | [ JR北 6 ] |                     |

## 駅周辺
周囲は吉野・共栄の集落がある。かつては駅周辺に牧草業者が7社集まり、昭和50年半ばにトラック転換されるまで本州方面へ道内一の出荷量を誇った。
- 国道38号
- 池田警察署吉野駐在所
- 吉野郵便局

## 隣の駅
北海道旅客鉄道（JR北海道）
■根室本線
豊頃駅 (K38) - 新吉野駅 (K39) - 浦幌駅 (K40)

### JR北海道
1. ↑  “極端にご利用の少ない駅（3月26日現在）” (PDF). 平成28年度事業運営の最重点事項.   北海道旅客鉄道. p. 6 (2016年3月28日). 2018年2月18日閲覧。
2. ↑  “駅別乗車人員” (PDF). 全線区のご利用状況（地域交通を持続的に維持するために）.   北海道旅客鉄道. 2020年1月20日時点のオリジナルよりアーカイブ。2020年1月20日閲覧。
3. ↑  “駅別乗車人員” (PDF). 地域交通を持続的に維持するために > 全線区のご利用状況.   北海道旅客鉄道 (2020年10月30日). 2020年11月2日時点のオリジナルよりアーカイブ。2020年11月7日閲覧。
4. ↑  “駅別乗車人員” (PDF). 地域交通を持続的に維持するために > 全線区のご利用状況.   北海道旅客鉄道 (2021年9月30日). 2022年1月1日時点のオリジナルよりアーカイブ。2022年1月1日閲覧。
5. ↑  “駅別乗車人員” (PDF). 地域交通を持続的に維持するために > 全線区のご利用状況.   北海道旅客鉄道. 2022年10月9日時点のオリジナルよりアーカイブ。2022年10月9日閲覧。
6. ↑  “駅別乗車人員” (PDF). 地域交通を持続的に維持するために > 全線区のご利用状況.   北海道旅客鉄道 (2023年). 2023年9月26日時点のオリジナルよりアーカイブ。2023年9月26日閲覧。